# Бомот-ле-Пен
Бомо́т-ле-Пен (фр. Beaumotte-lès-Pin) — коммуна во Франции, находится в регионе Франш-Конте. Департамент — Верхняя Сона. Входит в состав кантона Марне. Округ коммуны — Везуль.
Код INSEE коммуны — 70060.

## География
Коммуна расположена приблизительно в 310 км к юго-востоку от Парижа, в 17 км северо-западнее Безансона, в 45 км к юго-западу от Везуля.
Вдоль южной границы коммуны протекает река Оньон, а по территории коммуны — её небольшой приток — река Дуэн (фр. Doing).

## Население
Население коммуны на 2010 год составляло 278 человек.
| 1962 | 1968 | 1975 | 1982 | 1990 | 1999 | 2010 |
| ---- | ---- | ---- | ---- | ---- | ---- | ---- |
| 192  | 176  | 165  | 223  | 234  | 239  | 278  |

## Экономика
В 2010 году среди 190 человек трудоспособного возраста (15—64 лет) 148 были экономически активными, 42 — неактивными (показатель активности — 77,9 %, в 1999 году было 74,1 %). Из 148 активных жителей работали 136 человек (72 мужчины и 64 женщины), безработных было 12 (5 мужчин и 7 женщин). Среди 42 неактивных 8 человек были учениками или студентами, 25 — пенсионерами, 9 были неактивными по другим причинам.